# Volksparkstadion
Volksparkstadion (AOL Arena 2001–2007, HSH Nordbank Arena 2007–2010, Imtech Arena 2010–2015) är en fotbollsarena i Hamburg i Tyskland.
Volksparkstadion är hemmaarena för fotbollslaget Hamburger SV. Den gamla arenan totalrenoverades år 2000 och vid nyinvigningen köpte America Online rättigheterna till namnet för 15,3 miljoner euro. Arenan fick då namnet AOL Arena. Den 29 mars 2007 gick namnrättigheterna ut och America Online valde att inte skriva på ett nytt avtal. Istället köpte HSH Nordbank namnrättigheterna för 25 miljoner euro. Därmed hette arenan HSH Nordbank Arena fram till 2010. Eftersom HSH Nordbank drabbades av bankkrisen lämnade man som sponsor 2010 och Imtech köpte namnrättigheten för Arenan fram till 2015. Arenan är idag en av Europas modernaste och har fått 5 stjärnor av UEFA.

## Mästerskap
Arenan har varit värd för Världsmästerskapet i fotboll 1974 och 2006 samt Europamästerskapet i fotboll 1988. 
Finalen av UEFA Europa League (tidigare UEFA-cupen) spelades här i maj 1982, där Hamburger SV förlorade mot IFK Göteborg. och i maj 2010, där Atlético Madrid besegrade Fulham FC med 2–1.

### Fotbolls-VM 1974
Fotbolls-VM 1974 hölls i Västtyskland och tre matcher spelades på Volksparkstadion. Först ut var Östtyskland mot Australien. Nästa match mötte Västtyskland Australien. Och i den sista möttes Västtyskland och Östtyskland inför 60 000 åskådare.

### Fotbolls-EM 1988
Under Europamästerskapet i fotboll 1988 spelades en match på arenan, det var semifinalen mellan Västtyskland och Nederländerna som slutade 1-2.

### Fotbolls-VM 2006
Under Världsmästerskapet i fotboll 2006 spelades totalt fem matcher på arenan. På grund av FIFA:s sponsorregler hette arenan Fifa VM-stadion Hamburg (Fifa World Cup Stadium Hamburg) under VM.
| Datum        | Tid(CET) | Lag 1        | Res. | Lag 2           | Omgång      | Åskådare |
| ------------ | -------- | ------------ | ---- | --------------- | ----------- | -------- |
| 10 juni 2006 | 21.00    | Argentina    | 2-1  | Elfenbenskusten | Grupp C     | 66,000   |
| 15 juni 2006 | 15.00    | Ecuador      | 3-0  | Costa Rica      | Grupp H     | 66,000   |
| 19 juni 2006 | 18.00    | Saudiarabien | 0-4  | Ukraina         | Grupp F     | 66,000   |
| 22 juni 2006 | 16.00    | Tjeckien     | 0-2  | Italien         | Grupp C     | 66,000   |
| 30 juni 2006 | 21.00    | Italien      | 3-0  | Ukraina         | Kvartsfinal | 66,000   |

## Transport
Hamburgs S-Bahns station Stellingen på linje S3 och S21 är den närmsta stationen.